# The Prince (2014)
The Prince is een Amerikaanse actiefilm uit 2014, geregisseerd door Brian A. Miller. De hoofdrollen worden vertolkt door Jason Patric, Bruce Willis, John Cusack, Rain, Jessica Lowndes, Johnathon Schaech, Gia Mantegna en 50 Cent.  De film volgt voormalig huurmoordenaar Paul Garcia waarvan de dochter wordt ontvoerd door criminelen uit het verleden.
De film werd uitgebracht door Lionsgate op 22 augustus 2014.

## Verhaal
Paul Garcia (Jason Patric), voormalig huurmoordenaar, werkt als monteur in een kleine garage. Op een dag wordt zijn volwassen dochter Beth (Gia Mantegna) door criminelen uit Garcia's verleden ontvoerd. In plaats van de politie in te schakelen, neemt hij het heft in eigen handen. Samen met Angela (Jessica Lowndes), een vriendin van Beth, reist Garcia naar New Orleans om daar op zoek gaan naar de drugsdealer The Pharmacy (50 Cent) die Beth vasthoudt. Garcia vermoedt een samenzwering, waarbij zijn voormalig aartsvijand Omar (Bruce Willis) verantwoordelijk is voor de ontvoering. Bewapend en al gaat Garcia de strijd aan met de criminelen uit zijn verleden.

## Rolverdeling
| Acteur             | Personage    |
| ------------------ | ------------ |
| Jason Patric       | Paul Garcia  |
| Bruce Willis       | Omar         |
| John Cusack        | Sam          |
| 50 Cent            | The Pharmacy |
| Rain               | Mark         |
| Jessica Lowndes    | Angela       |
| Jesse Pruett       | Wilson       |
| Gia Mantegna       | Beth         |
| Didi Costine       | Rachel       |
| Bonnie Sommerville | Susan        |
| Tim Fields         | Jimmy        |
| Johnathon Schaech  | Frank        |
| Andréa Burns       | Janine       |
| Courtney B. Turk   | Meagan       |
| Tyler Jon Olsen    | Eddie        |

## Productie
De opnames vonden plaats in Mobile, rond  The Battle House Hotel en de nabijgelegen RSA Battle House Tower. Bruce Willis rondde zijn opnames af op 3 december 2013, gevolgd door Jason Patric en Rain op 6 December 2013.

## Release
Lionsgate bracht de film uit op 22 augustus 2014 en op 28 oktober 2014 werd The Prince uitgebracht op dvd en blu-ray. De film bracht uiteindelijk zo'n $1.289,l.595 op en presteerde het beste in de Verenigde Arabische Emiraten, Zuid-Afrika, Libanon, Turkije, Spanje, Egypte, Peru, de Filippijnen, Thailand en Singapore. The Prince had een budget van $18 miljoen en leverde ook nog eens $2.1 miljoen op aan buitenlandse videopbrengsten.